# کریگ مک‌کی
کریگ مک‌کی (انگلیسی: Craig McKay) تدوین‌گر اهل ایالات متحده آمریکا است.

## فیلم‌شناسی
- هولوکاست (۱۹۷۸)
- ملوین و هاوارد (۱۹۸۰)
- سرخ‌ها (۱۹۸۱)
- Swing Shift (۱۹۸۴)
- Something Wild (۱۹۸۶)
- Married to the Mob (۱۹۸۸)
- She-Devil (۱۹۸۹)
- Miami Blues (۱۹۹۰)
- سکوت بره‌ها (۱۹۹۱)
- فیلادلفیا (۱۹۹۳)
- Some Mother's Son (۱۹۹۶)
- کاپ لند (۱۹۹۷)
- A Map of the World (۱۹۹۹)
- کی-پکس (۲۰۰۱)
- خدمتکاری در منهتن (۲۰۰۲)
- کاندیدای منچوری (۲۰۰۴)
- Surviving Christmas (۲۰۰۴)
- Everything Is Illuminated (۲۰۰۵)
- حامل (۲۰۰۷)
- نوزادان (۲۰۱۰)
- The Conspirator (۲۰۱۰)